# Oberägeri
Oberägeri je obec ve švýcarském kantonu Zug. Leží na břehu jezera Ägerisee, 8 kilometrů jihovýchodně od hlavního města Zugu. Žije zde přibližně 6 100 obyvatel.

## Geografie
Vysoko položené údolí leží přímo na severním břehu jezera Ägerisee v nadmořské výšce přes 700 metrů. Sousedními obcemi Oberägeri jsou Rothenthurm, Unterägeri, Sattel a Menzingen a město Wädenswil. K Oberägeri patří také vesnice Alosen, Böschi a Morgarten, jejichž jméno je spojeno s bitvou u Morgartenu (1315).

## Historie

Oberägeri (1947)

Oblast byla osídlena velmi brzy, o čemž svědčí mezolitické křemenné nástroje, různé jednotlivé nálezy z doby bronzové a doby římské, a také alamanský hrob ze 7. století. První farní kostel pochází údajně z doby kolem roku 876. Kněz-místní správce je poprvé zmiňován v roce 1219. Kostel a velká část údolí Ägeri možná patřily královskému dvoru Cham, který v roce 858 přišel do opatství Fraumünster v Curychu. Ve 14. století náležela panská a lenní práva Habsburkům, k jejichž úřadu Zug patřil. Nejvýznamnějším pánem panství a nižšího dvora byl klášter Einsiedeln s panstvím v Neuheimu, k němuž patřili i lidé kostela v Ägeru. Klášter se již v 10. a 11. století dostal k majetku v údolí Ägeri. Ve 13. nebo na počátku 14. století se stal patronem farního kostela v Ägeru.
První zmínky o společenství talleutů z Ägeri pocházejí z druhé poloviny 14. století. V roce 1352 uzavřeli obyvatelé Ägeri spolu s dalšími částmi tzv. vnější země a městem Zug konfederaci se členy Staré švýcarské konfederace. V roce 1380 vyhráli spor o desátek proti curyšskému proboštovi Grossmünsteru, který je v roce 1370 vykázal z kostela. V 15. století se jim dostalo dalších úlev, například v roce 1421, kdy Ägeri získalo spolu s městem Zug právo rybolovu v jezeře Ägerisee. V roce 1431 obec regulovala rybolov pomocí vlastních vyhlášek.
Vykoupit dvůr kláštera v Einsiedelnu se podařilo až v roce 1679. Dřívější pokus v roce 1464 se ukázal jako neúspěšný kvůli odporu města Schwyz. Přestože politika Schwyzu, který chtěl posílit svůj vliv v údolí Ägeri prostřednictvím pozemkových práv, ztroskotala na Zugské smlouvě z roku 1404, společenské a hospodářské vztahy mezi údolím Ägeri a Schwyzem zůstaly i nadále úzké. Radnice byla postavena kolem roku 1500 (poprvé s jistotou doložena v roce 1518, zbořena v roce 1830). Až do konce 15. století mělo Ägeri zřejmě zvláštní postavení ve spolkovém městě Zug, protože až na jednu výjimku poskytovalo všechny zřízence vnějšího úřadu.

Letecký pohled na obec (1958)

Zatímco Unterägeri v 19. století díky výstavbě dvou přádelen silně rostlo, málo rozvinuté, drobné zemědělské Oberägeri stagnovalo a v roce 1900 zde žilo přibližně stejně lidí jako v roce 1850. Dominantními hospodářskými odvětvími byly lesnictví a zemědělství zaměřené na mléčné výrobky a chov dobytka, které v roce 1905 zaměstnávaly více než polovinu pracovní síly a ještě v roce 1955 sotva méně. Ještě v roce 2005 poskytoval primární sektor 15 % pracovních míst v obci. Změny přinesl cestovní ruch, který začal kolem roku 1900 a soustředil se na lázně a dětské domovy. Těžil z příznivého klimatu, z památníku bitvy u Morgartenu, otevřeného v roce 1908, jehož umístění na horním toku Ägerisee, které neodpovídalo bojišti, vedlo ke konfliktům mezi Zugem a Schwyzem, a z tramvaje do Zugu. Ze sanatoria Ländli (1911) se od roku 1926 vyvinulo středisko stejnojmenného evangelického diakonického sdružení. Pro údolí Ägeri byla důležitá stará poutní cesta od Zugského jezera přes Raten (1077 m) do Einsiedelnu, která dosud vede kolem poustevny svatého Jošta, která byla obývána až do roku 1883. Zde se v roce 1798 odehrály boje proti Francouzům, kterých se zúčastnili i místní obyvatelé, a v druhé koaliční válce v roce 1799 zde probíhaly boje mezi Francouzi a Rakušany. V letech 1943–1945 se údolí Ägeri úspěšně bránilo projektu dělostřelecké střelnice Biberbrugg-Rothenthurm, jehož realizace by ohrozila existenci korporace Oberägeri a turistický ruch.
Silné přistěhovalectví začalo v 60. letech 20. století. Mezi lety 1970 a 2000 se počet obyvatel zvýšil téměř o polovinu. Vznik nových čtvrtí s jedno- a dvoupodlažními domy výrazně změnil strukturu osídlení. Protože počet pracovních míst rostl mnohem méně rychle, vedl tento vývoj k nárůstu počtu dojíždějících, který jen v 80. letech vzrostl o více než polovinu a v roce 1990 byl s 1139 obyvateli přibližně stejně velký jako počet pracovních míst v obci (1141). V roce 2000 pracoval každý druhý z 1576 dojíždějících v Zugu, Baaru nebo Chamu, ale jen každý desátý v Curychu.

## Obyvatelstvo
| Rok            | 1660 | 1743 | 1798 | 1850 | 1900 | 1950 | 2000 |
| Počet obyvatel | 789  | 871  | 1332 | 1807 | 1891 | 2453 | 4740 |

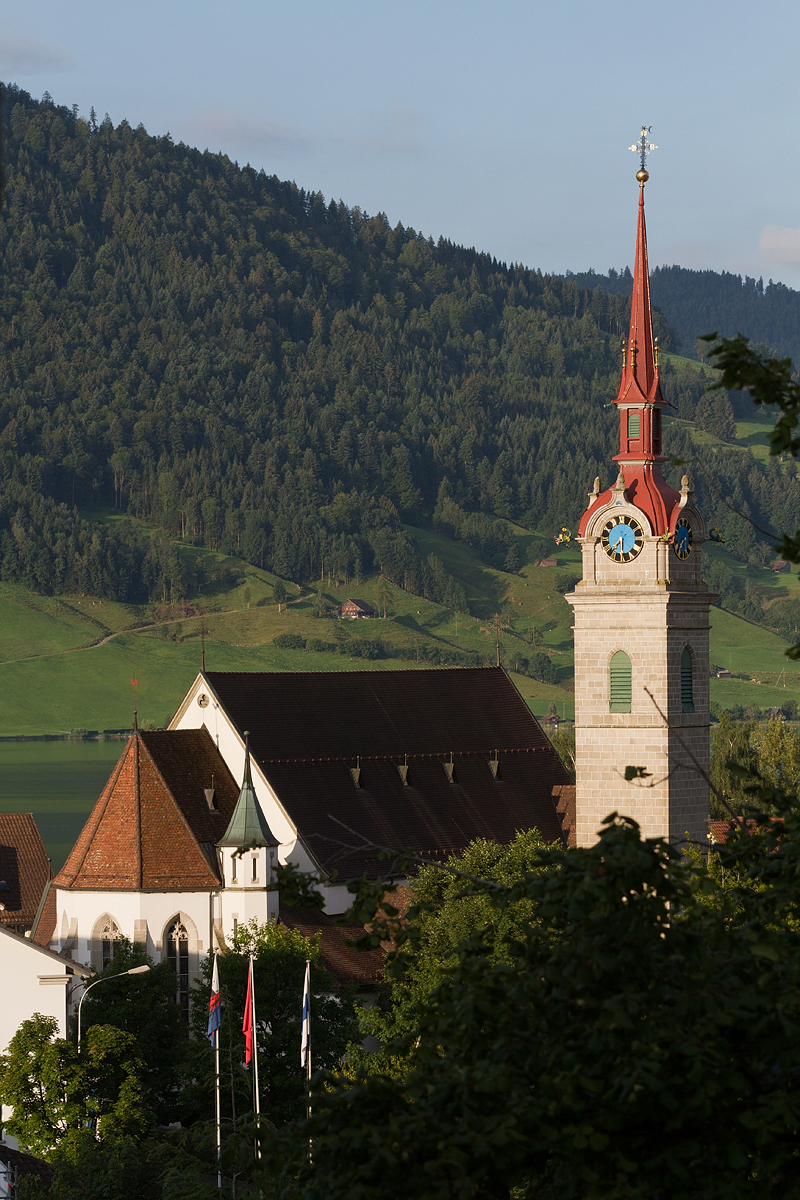
Farní kostel sv. Petra a Pavla

K 31. prosinci 2021 v obci žilo 6476 obyvatel. Počet obyvatel se výrazně zvýšil zejména v posledních desetiletích. 

## Doprava
Oberägeri leží na hlavní silnici číslo 381. Do Oberägeri se lze dostat autobusovou linkou 1 (Zug–Oberägeri) společnosti Zugerland Verkehrsbetriebe. Do okolí vedou další dvě autobusové linky: linka 10 do Alosenu a výletního cíle Raten a linka 9 do Sattelu, kde je přípoj na linku SOB Pfäffikon SZ – Arth-Goldau.
V letech 1912 až 1954 jezdila z Zugu do Oberägeri tramvajová linka.

## Osobnosti
- Luca Sbisa (* 1990), švýcarský hokejista, v obci vyrostl